# Эберг, Юнас
Юнас Эберг (род. 1977) — разработчик свободного программного обеспечения, называет себя вдохновителем мира бесплатного, работал с Европейским фондом свободного ПО, проектом GNU, FSCONS, Creative Commons и Shuttleworth Foundation.

## Биография
Родился 22 ноября 1977 года в городе Норрчёпинге.
Эберг начал разрабатывать программное обеспечение в 1991 году и запустил свою первую операционную систему GNU/Linux в 1993 году, после чего он, в конце концов, присоединился к проекту GNU в качестве веб-мастера. В конце 1990-х годов он провёл некоторое время, работая на компьютерной лаборатории Массачусетского технологического института. Там он встретился с Ричардом Столлманом и другими членами Фонда свободного программного обеспечения, присоединившись к ним на конференции в Нью-Йорке. С 2002 года он входит в комитет Фонда свободного ПО по награждению Free Software Award.
В 2001 году он был одним из основателей Европейского фонда свободного ПО и 22 ноября 2001 года занял должность вице-президента, когда бывший вице-президент Лоик Дешари покинул пост, чтобы сосредоточиться на GNU Savannah.
Поработав в течение нескольких лет с Creative Commons (в том числе вёл курс фандрейзинга в Peer to Peer University), в 2011 году он стал первым региональным координатором по Европе. Его работа в организации в конечном итоге привела его к должности сотрудника Shuttleworth Foundation, где его работа фокусировалась на создании инструментов и прототипов для вложения метаданных для лицензионных требований и атрибуции цифровых произведений. Его компания Commons Machinery стала одним из 12 победителей конкурса Tech All Stars 2014, организованного Европейской Комиссией и Нели Крус.
Эберг владеет деревянным домом XIX века на севере Швеции, который он постоянно реставрирует, и живёт в Гнесте, Швеция, рядом со Стокгольмом. Он женился на Юлии Велковой, она исследует производство анимационных фильмов с открытым исходным кодом, сообщества Blender и Synfig и является членом Общества Интернета Болгарии. Их брак был заключен в ледяном отеле в Швеции 8 марта 2013 года.